# Чирева, Таванда
Тава́нда Бле́ссинг Чи́рева (англ. Tawanda Blessing Chirewa; род. 12 октября 2003, Челмсфорд) — зимбабвийский футболист, нападающий клуба «Вулверхэмптон Уондерерс» и сборной Зимбабве.

## Клубная карьера
Начинал футбольную карьеру в академии клуба «Ипсвич Таун». 2 ноября 2020 года подписал первый профессиональный контракт с клубом на два года.
27 ноября 2022 года в матче 2-го круга Кубка Англии против «Бакстона» (4:0) он дебютировал за «Ипсвич Таун».
18 сентября 2023 года на правах свободного агента перешёл в клуб «Вулверхэмптон Уондерерс».
26 августа 2024 года на правах аренды перешёл в клуб «Дерби Каунти».

## Карьера в сборной
7 июня 2024 года в матче отборочного турнира Чемпионата мира 2026 года против сборной Лесото (0:2) он дебютировал за сборную Зимбабве.